# Milan Fabjančič
Milan Fabjančič, slovenski novelist, * 8. oktober 1897, Jarčji Vrh, † 6. december 1978, Ljubljana.

## Življenje in delo
Milan Fabjančič, brat publicista in politika V. Fabjančiča, se je rodil očetu Francu in materi Mariji (rojena Gregorin). Bil je po končani gimnaziji v Ljubljani (1915) vpoklican k vojakom in 1916 padel v rusko ujetništvo, se nato pridružil jugoslovanski legiji, bil v Dobrudži ponovno ujet, tokrat s strani Bolgarov, in kot ujetnik do konca vojne delal v sladkorni tovarni v Sofiji. Po vrnitvi domov je v Zagrebu in Ljubljani študiral romansko in slovansko filologijo, bil v zimskem semestru 1923/1924 suplent v Štipu in nato v Kočevju. Svoje ujetništvo je opisal v več podlistkih v listu Slovenski narod (1919) in objavil več realističnih novel v Ljubljanskem zvonu (Osemdeset palic, 1919; Zlatniki, Eksplozija duš, V plamenih, 1920) ter Prolog tragedije v Novem svetu (1921).